# جیمی اکسون
جیمی اُکِسون (به سوئدی: Jimmie Åkesson) (زادهٔ ۱۷ مه ۱۹۷۹) سیاست‌مدار اهل سوئد است که از سال ۲۰۰۵ رهبری حزب دموکرات‌های سوئد را برعهده دارد. او از سال ۲۰۱۰ نماینده شهرستان یونشوپینگ در ریکسداگ است. او پیش از این از سال ۲۰۰۰ تا ۲۰۰۵ رهبر شاخه جوانان حزب دموکرات‌های سوئد بود.
اکسون در سال ۱۹۷۹ در شهرستان اسکونه متولد شد. ابتدا عضو شاخه جوانان حزب میانه‌رو بود اما در سال ۱۹۹۵ به حزب دموکرات‌های سوئد پیوست. در انتخابات عمومی سال ۲۰۱۰ سوئد برای نخستین بار حزب اکسون با عبور از حد نصاب انتخاباتی ۴٪ موفق به ورود به ریکسداگ گردید و اکسون که سرلیست انتخاباتی حزب بود به همراه ۱۹ عضو دیگر این حزب به نمایندگی پارلمان رسیدند. بعد از انتخابات سراسری سال ۲۰۱۴، تا انتهای مارس ۲۰۱۵، اکسون به دلیل فرسودگی شغلی مدتی از مسئولیت خود به عنوان رهبر حزب به مرخصی رفت.
اکسون از سال ۲۰۱۱ تا ۲۰۲۰ شریک زندگی لوئیس اریکسون، عضو حزب دموکرات‌های سوئد و شهردار سولوسبوری بود. این زوج یک فرزند پسر دارند که در ۱۲ دسامبر ۲۰۱۳ متولد شده. در آوریل ۲۰۲۰ اریکسون طی یک پست در فیسبوک اعلام کرد که از اکسون جدا شده است.